# ドラゴンボール改 サイヤ人来襲
『ドラゴンボール改 サイヤ人来襲』（ドラゴンボールカイ サイヤじんらいしゅう【英名：DRAGON BALL Z: ATTACK OF THE SAIYANS】）は2009年4月29日にバンダイナムコゲームスから発売されたニンテンドーDS用RPG。『ドラゴンボール』のニンテンドーDS作品第4弾。

## 概要
『ドラゴンボールZ』のオリジナルストーリーがメインのRPG。また、一部の『ドラゴンボール』のオリジナルストーリーやゲームオリジナルのキャラクター、オリジナルストーリーも盛り込まれている。 
当初のタイトルは『ドラゴンボールZ STORY サイヤ人来襲』だったが、2009年4月5日に放映開始の『ドラゴンボール改』に合わせて現行のタイトルに変更。それに加えて2009年5月21日発売予定から3週間早めて発売された。

## ストーリー
本作のストーリーは少年時代の悟空がピッコロ大魔王を撃破した後から、ベジータを撃退するところまでを描いている。基本は原作に沿ってストーリーが進むが一部アニメオリジナルのストーリーや本作オリジナルのストーリーが描かれるシーンもある。
- 〜プロローグ〜旅立ちのとき!更なる高みを目指して…
- 多林寺をとりもどせ!クリリン涙の帰郷
- ヤムチャ必殺の繰気弾!アジトに巣食うにくいヤツ?
- 孤高の戦士天津飯 極めろ!幻の四身の拳
- さらなる飛躍!波乱の天下一武道会
- 牛魔王危機一髪!? 炎の中のウェディングドレス
- 最強の戦士ラディッツ来襲!
- 泣くな悟飯! はじめての戦い
- さらなる飛躍!めざせ神様のもとへ
- エンマさまもびっくり あの世でファイト
- 失われたドラゴンボール! 勝利への長い道のり
- 負けるな悟飯! ピッコロのツライ修行
- 見せろ底ヂカラ 戦士たちの熱い鼓動!
- 極めろ究極奥義! これが元気玉のパワー
- サイヤ人来たる! 本気パワーの決戦だ!
- 限界突破の超バトル! リミットパワー爆発だ!

## 登場キャラクター

### 味方キャラクター
孫悟空
声 - 野沢雅子
ストーリーの進行によって衣装が変化したり、天使の輪が付いたりする。
連 コンビネーション、メテオコンビネーション
気 かめはめ波、連続エネルギー波
特殊 残像拳
究極技 界王拳、元気玉
孫悟飯
声 - 野沢雅子
ストーリーの進行によって衣装が変化する。
連 ラッシュ
気 魔閃光、激烈魔弾
特 激怒、ハイヤードラゴン
究極技 爆裂ラッシュ、ミラクル全開パワー
ピッコロ
声 - 古川登志夫
ストーリーの進行によってマントを着たり、脱いだりする。
ナッパ戦のイベントで死亡するが、あの世から一時的に呼び戻してその後の探索に動向可能。
連 魔連撃
気 爆力魔波、激烈光弾、超爆力魔波
特 自己再生
究極技 魔貫光殺砲、魔空包囲弾
クリリン
声 - 田中真弓
連 連撃
気 かめはめ波、気円斬、拡散エネルギー波
特 太陽拳
究極技 気円烈斬、ヤ、ヤジロベー!?
ヤムチャ
声 - 古谷徹
素早さが高い。
栽培マン戦のイベントで死亡するが、あの世から一時的に呼び戻してその後の探索に動向可能。
連 ウルフハリケーン、狼牙風風拳
気 かめはめ波、繰気弾
特 ムダのない動き
究極技 新狼牙風風拳、超繰気弾
天津飯
声 - 鈴置洋孝
ナッパ戦のイベントで死亡するが、あの世から一時的に呼び戻してその後の探索に動向可能。
連 強襲
気 気功砲、四身の拳
特 太陽拳、魔封波
究極技 新・気功砲、真・太陽拳
バブルス、グレゴリー
円生樹の森へ行く際にパーティーメンバーに加わる。一定のダメージを受けると逃走する。

### 敵キャラクター
ゲーム完全オリジナルキャラクターおよび原作、アニメ、劇場版のキャラクターをモチーフにしたオリジナルキャラクターが多数存在する。

#### 雑魚キャラクター
サイバイマン型
サイバイマン
色は黄緑色。戦闘力は1200。
ジンコウマン
色は銀色と黒色。戦闘力は1250。
カイワレマン
色は青色と水色。戦闘力は938。
キュウコンマン
色は橙色。戦闘力は1150。
テンネンマン
色はピンク色と濃い水色。戦闘力は1220。
海賊ロボ型
海賊ロボ
色は体が緑色、顔が白色。戦闘力は781。
ドクロロボ
色は体が濃い青色、顔が灰色。戦闘力は728。
キャプテンロボ
色は体が赤色、顔が黄色。戦闘力は1660。
RR軍ていさつ隊型
RR軍ていさつ隊
色は青色。戦闘力は615。
やとわれライダー
色は紫色。戦闘力は951。
RR軍寒冷地用メカ型
RR軍寒冷地用メカ
色は青色。戦闘力は717。
RR軍だっそう兵型
RR軍だっそう兵
色は黄緑色。戦闘力は30。
RR軍残党
色は水色と紫色。戦闘力は324。
RR軍衛生兵
色は赤色。戦闘力は423。
RR軍上等兵型
RR軍上等兵
色は服が黄緑色、ズボンが赤色。戦闘力は445。
RR軍北方兵
色は服が薄い緑色、ズボンが青色。戦闘力は337。
RR軍元軍そう型
RR軍元軍そう
色は服が水色。戦闘力は50。
RR軍元そう長
色は服が緑色。戦闘力は470。
女山賊型
女山賊
色は服が青色、マントが赤色。戦闘力は188。
雪山賊むすめ
色は服が青色、マントが灰色。戦闘力は92。
山賊クイーン
色は服が緑色、マントが橙色。戦闘力は920。
山賊型
山賊
色は顔が茶色、髪が赤色。戦闘力は66。
雪山賊
色は顔が灰色、髪が濃い灰色。戦闘力は90。
山賊キング
色は顔が濃い灰色、髪が白色。戦闘力は950。
どろうぼうギツネ型
どろうぼうギツネ
色は顔が黄土色、ズボンが青色。戦闘力は52。
ベテランギツネ
色は顔が赤茶色、ズボンが青色。戦闘力は491。
ゴロツキギツネ
色は顔が灰色、ズボンが水色。戦闘力は301。
スナイパー型
スナイパー
色は赤色。戦闘力は721。
逃亡者
色は青色。戦闘力は156。
うで利き暗殺者
色は濃い黄緑色。戦闘力は969。
おたずねもの型
おたずねもの
色は服が青色、ズボンが黄土色。戦闘力は148。
女海賊型
女海賊
色は服とズボンが黄土色。戦闘力は435。
砂ばくの女盗賊
色は服とズボンが赤色。戦闘力は344。
海賊型
海賊
色は服が赤色、ズボンが青色。戦闘力は463。
砂ばくの盗賊
色は服が濃い青色、ズボンが水色。戦闘力は353。
ウサギ団したっぱ1型
ウサギ団したっぱ1
色は服が青色。戦闘力は54。
ウサギ団親えい隊1
色は服が赤茶色。戦闘力は57。
ウサギ団残党1
色は服が灰色。戦闘力は190。
ウサギ団したっぱ2型
ウサギ団したっぱ2
色は服が青色。戦闘力は55。
ウサギ団親えい隊2
色は服が赤茶色。戦闘力は58。
ウサギ団残党2
色は服が灰色。戦闘力は201。
女修行者型
女修行者
色は水色と紫色。戦闘力は866。
女達人
色は白色と黒色。戦闘力は912。
うらぎり門下生型
うらぎり門下生
色は服が橙色、ズボンが青緑色。戦闘力は52。
破門修行そう
色は服が黄色、ズボンが紫色。戦闘力は859。
修行そう
色は服が赤色、ズボンが青色。戦闘力は64。
武道家くずれ型
武道家くずれ
色は服が濃い水色、ズボンが灰色。戦闘力は68。
あらくれ武道家
色は服が黄色、ズボンが群青色。戦闘力は921。
師はん
色は服が橙色、ズボンが紫色。戦闘力は79。
蛇姫のめしつかい型
蛇姫のめしつかい
色は顔が濃い水色、服が濃い黄緑色。戦闘力は155。
蛇姫ガード
色は顔が濃い水色、服が紫色。戦闘力は162。
あやしいムスメ
色は顔が濃い水色、服が黄色。戦闘力は902。
盗くつ娘型
盗くつ娘
色はズボンが深黄緑色、靴が茶色、髪がピンク色。戦闘力は45。
ならずもの
色はズボンが深緑色、靴が黄土色、髪が黄色。戦闘力は212。
遺跡あらし
色はズボンが青色、靴が紫色、髪が水色。戦闘力は588。
草原の魔術師型
草原の魔術師
色はズボンが緑色、服が茶色。戦闘力は113。
泉の番人
色はズボンが赤色、服が青色。戦闘力は249。
レッドシャーマン
色はズボンと服が赤色。戦闘力は543。
ヨソモノぎらい型
ヨソモノぎらい
色は体が茶色、ズボンが黄土色。戦闘力は136。
らんぼう部族
色は体が濃い灰色、ズボンが灰紫色。戦闘力は244。
遺跡ガード
色は体が薄い灰色、ズボンが水色。戦闘力は939。
よくりゅう型
よくりゅう
色は深緑色。戦闘力は626。
あばれよくりゅう
色は濃い灰色。戦闘力は922。
雪よくりゅう
色は水色がかった灰色。戦闘力は252。
きょうりゅう型
きょうりゅう
色は濃い灰色。戦闘力は941。
アイスサウルス
色は濃い水色。戦闘力は743。
ファイアサウルス
色は赤色。戦闘力は1566。
大ヘビ型
大ヘビ
色は背中が緑色、腹が白色。戦闘力は33。
館ヘビ
色は背中が灰色、腹が水色。戦闘力は149。
もう毒ヘビ
色は背中が灰色、腹が白色。戦闘力は585。
ちょうちんオバケ型
ちょうちんオバケ
色は紫色。戦闘力は48。
船ゆうれい
色は黄緑色。戦闘力は459。
見回りオバケ
色はピンク色。戦闘力は158。
かまオバケ型
かまオバケ
色は黄緑色。戦闘力は62。
首かりオバケ
色は紫がかったピンク色。戦闘力は74。
処けいオバケ
色は灰色。戦闘力は226。
魔界の住人型
魔界の住人
色は顔が赤色。戦闘力は65。
魔界の貴族
色は顔が橙色。戦闘力は888。
魔界の妖術士
色は顔が濃い水色。戦闘力は202。
魔人型
五行魔人
色は服が赤色、ズボンが黄土色。戦闘力は92。
円生魔人
色は服が橙色、ズボンが灰色。戦闘力は1102。
ダチョウニワトリ型
ダチョウニワトリ
色はピンク色。戦闘力は98。
サンドードー
色は黄土色。戦闘力は591。
ドードードー
色は濃い灰色。戦闘力は123。
ファイアーバード型
ファイアーバード
色は赤色。戦闘力は1621。
ブルーホーク
色は濃い水色。戦闘力は426。
ダークコンドル
色は濃い灰色。戦闘力は1778。
トラ型
トラ
色は橙色。戦闘力は68。
スノータイガー
色は灰色と白色。戦闘力は105。
異次元タイガー
色は灰色と黒色。戦闘力は996。
オオカミ型
オオカミ
色は薄い茶色。戦闘力は58。
ホワイトウルフ
色は水色。戦闘力は95。
レッドウルフ
色は赤色。戦闘力は983。
野犬型
野犬
色は灰色。戦闘力は101。
RR軍ていさつ犬
色は薄い灰色。戦闘力は321。
超番犬
色は濃い灰色。戦闘力は599。
あばれイノシシ型
あばれイノシシ
色は濃い茶色。戦闘力は188。
イノシシチャンプ
色は赤茶色。戦闘力は1380。
雪イノシシ
色は灰色。戦闘力は722。
はらへりグマ型
はらへりグマ
色は茶色。戦闘力は185。
雪グマ
色は白色と灰色。戦闘力は148。
最強グマ
色は黒色。戦闘力は1393。
あぶないパンダ型
あぶないパンダ
色は手足が黒色、服が濃い黄緑色。戦闘力は85。
雪国パンダ
色は手足が灰色、服が茶色。戦闘力は256。
極悪パンダマン
色は手足が茶色、服が黒色。戦闘力は966。
巨大魚型
巨大魚
色は濃い水色。戦闘力は441。
あばれ魚
色は濃い紫色。戦闘力は709。
砂魚
色は緑がかった黄土色。戦闘力は631。
男狼型
男狼
色は体が茶色、服が青紫色。戦闘力は85。
ウェアウルフ
色は体が灰色、服が赤茶色。戦闘力は676。
金狼
色は体が黄色、服が濃い灰色。戦闘力は966。
きゅうけつき型
きゅうけつき
色は体が青色、ズボンが黄緑色。戦闘力は688。
バンパイア
色は体が橙色、ズボンが群青色。戦闘力は927。
レッドバンパイア
色は体が赤色、ズボンが紫色。戦闘力は999。
ミイラ男型
ミイラ男
色は薄い灰色。戦闘力は641。
マミー
色は濃い灰色。戦闘力は919。
やけどミイラ
色は赤色。戦闘力は86。
おおコウモリ型
おおコウモリ
色は黄土色。戦闘力は54。
きゅうけつコウモリ
色は濃い水色。戦闘力は176。
キングバット
色は灰色。戦闘力は531。
ビッグクラブ型
ビッグクラブ
色は背中が赤色、腹が朱色。戦闘力は452。
巨大サワガニ
色は背中が濃い水色、腹が薄い水色。戦闘力は303。
暗黒タラバ
色は背中が濃い灰色、腹が薄い黄緑色。戦闘力は954。
半魚人型
半魚人
色は水色。戦闘力は257。
半人魚
色は紫色。戦闘力は449。
マグマン
色は赤色。戦闘力は84。
実験体ナンバー型
実験体ナンバー3
色は橙色と濃い水色。戦闘力は933。
実験体ナンバー7
色は黄緑色と茶色。戦闘力は1211。
実験体ナンバー9
色は青色と灰色。戦闘力は1377。
サンドマン型
サンドマン
色は緑がかった黄土色。戦闘力は350。
ヨーガーン
色は頭が赤色、脚が紫色。戦闘力は90。
失敗作
色は頭が薄い灰色、脚が黄緑色。戦闘力は1686。
森の番人型
森の番人
色は頭巾が灰紫色、服が黄緑色。戦闘力は178。
古代人のまつえい
色は頭巾が灰色、服が水色。戦闘力は899。
マッド研究者
色は頭巾が薄い灰色、服が紫色。戦闘力は1213。
イモムシ型
イモムシ
色は背中が濃い黄緑色、腹が薄い黄緑。戦闘力は35。
炎イモムシ
色は背中が黄色、腹が薄い紫色。戦闘力は88。
キャタピラー
色は背中が濃い水色、腹が薄い水色。戦闘力は182。
ダークギラス型
ダークギラス
色は背中が黒色、腹が濃い紫色。戦闘力は1688。
マグマラス
色は背中が赤色、腹が黄土色。戦闘力は146。
デンギラス
色は背中が黄色、腹が濃い灰色。戦闘力は1208。
回虫型
回虫
色は水色。戦闘力は122。
黒光虫
色は黒色。戦闘力は1001。
毒砂虫
色は緑がかった黄土色。戦闘力は476。
回虫の幼虫型
回虫の幼虫
色は水色。戦闘力は88。
黒光虫の幼虫
色は黒色。戦闘力は443。
毒砂虫の幼虫
色は緑がかった黄土色。戦闘力は252。
お手伝いロボット型
お手伝いロボット
色は濃い黄緑色。戦闘力は126。
誰か専用ロボット
色は赤色。戦闘力は1806。
ていさつロボット
色は青色。戦闘力は441。

#### ボスキャラクター
ジャッキー・チュン
声 - 増岡弘
かつて天下一武道会で優勝したことがある武道家。戦闘力は139。
正体は亀仙人。クリリンたちに与える最後の修行として、南の島の洞窟の奥で待ち受ける。
パオパオ
ゲームオリジナルキャラクター。多林寺を道場破りした少女。東の都に帰郷したクリリンと戦う。女修行者型で色は橙色と黒色。戦闘力は126。
兎人参化
かつて悟空に退治されたウサギ団の親分。月から帰ってきて、ヤムチャのアジトを占領する。戦闘力は121。
本人いわく、悟空に月まで飛ばされたおかげで武術の腕が相当上がったという。
ウサギ団親えい隊を引き連れて戦う。人参型の爆弾を使う他、人参を食べて回復する。
餃子
邪悪な精霊に取り憑かれた餃子。
じゃあくな炎
ゲームオリジナルキャラクター。北の山に住み着いた邪悪な精霊。色は橙色と黄色。戦闘力は130。
かつて災害を呼び起こし人々を苦しめていたところを武泰斗によって神渡しの道に封印されるが、天津飯が封印を解いたことで復活する。
この戦いで天津飯は四身の拳を会得することになる。
ピッコロ
ピッコロ大魔王の息子。原作同様、第23回天下一武道会決勝で悟空と対戦する。戦闘力は292。
アンニン
アニメオリジナルキャラクター。五行山の八卦炉を管理している太上老君。戦闘力は330。
シュウマシン
ピラフ一味のシュウが搭乗するロボット。火喰い鳥の棲むキウイ火山に現れ、卵のカラを奪おうと襲ってくる。戦闘力は432。
マイマシン
ピラフ一味のマイが搭乗するロボット。ハチミツを奪い、逃げ込んだフラッペ山で戦闘となる。戦闘力は461。
魔の炎
ゲームオリジナルキャラクター。八卦炉の底に巣くう関西弁で喋る炎の魔物。じゃあくな炎と同じ形で色は黄緑色。戦闘力は598。
八卦炉の炎
ゲームオリジナルキャラクター。八卦炉の底に巣くう関西弁で喋る炎の魔物。じゃあくな炎と同じ形で色は水色。戦闘力は552。
ラディッツ
声 - 千葉繁
サイヤ人の生き残りであり、悟空の実兄。スピニッチ荒野で悟空、ピッコロと戦う。イベントで撃破も可能だがこの場合だと経験値は入手できない。戦闘力は1500。
気 エネルギー波、強力エネルギー波、ダブルエネルギー波
ドンギラス
ゲームオリジナルキャラクター。ジングル村の近くにあるヒイラギ平原に住む恐竜。ダークギラス型で色は青緑色。戦闘力は616。
本来は温和で人を襲わないはずだが、高熱を下げる秘薬・冷ヤシンスを取りにきた天津飯たちに襲いかかる。
泉の魔人
ゲームオリジナルキャラクター。聖地カリンの洞窟に湧き出ている、仙豆を育てるための「泉の水」を守護する魔人。魔人型で色は青色。戦闘力は656。
泉の守り人
ゲームオリジナルキャラクター。泉を守護する水の精霊。カリンがカリン塔にいる間、下界で泉を守っている。森の番人型で色は頭巾が濃い水色、服が薄い水色。戦闘力は611。
ライバルきょうりゅう
悟飯に何度も挑んでいるライバルの恐竜。悟飯にシッポを切られている。きょうりゅう型で色は橙色。戦闘力は120。
ミドギラス
ゲームオリジナルキャラクター。悟飯とピッコロが修行しているブレイク荒野で一番強い恐竜。荒野に咲いている巨大な花を食料にしている。ダークギラス型で色は黄緑色。戦闘力は545。
ゴズ
アニメオリジナルキャラクター。地獄の一丁目三番地の番人をしている青鬼。戦闘力は541。
蛇姫
アニメオリジナルキャラクター。蛇の道に1500年住む蛇道神。蛇姫ガードを引き連れて戦う。戦闘力は546。
蛇姫の正体
アニメオリジナルキャラクター。蛇姫の正体である巨大な蛇。戦闘力は891。
ラディッツの魂
死んで地獄に落ちたラディッツ。2回戦うことになり、1回目の戦闘力は1800、2回目は3000。
円生樹の実や元気の結晶を手に入れて、閻魔大王を超える力を身につけ地獄の王者になろうとしている。
サンドイーグル
ゲームオリジナルキャラクター。砂漠に住む巨大な鳥。ドラゴンボール探しの最中に遭遇する。ファイアーバード型で色は橙色。戦闘力は1620。
大ダコ
原作のレッドリボン軍編で登場した巨大なタコ。レッドリボン軍から頼まれてドラゴンボールを守っている。戦闘力は1788。
ハッチャン
元は心優しい人造人間だったが、ホワイト将軍の命令に従い悟空たちを襲う。戦闘力は888。
ホワイト将軍が倒され正気に戻った後、悟空やスノと再会した際は、悟飯を悟空と見違えていた。
ホワイト将軍
レッドリボン軍の将軍。マッスルタワーを再拠点とし、ドラゴンボールで世界征服を企む。戦闘力は800。
RR軍最強メカ
レッドリボン軍最強のメカ。ドラゴンボールを狙い、ユンザビット氷窟で戦闘になる。戦闘力は1840。
メンズ、レディース
ドラゴンボールを探しにやってきた悪魔の大便所にある悪魔の石像。戦闘力は1960、1990。
ブロンズピンボール、シルバーピンボール、ゴールドピンボール
ピラフ城で襲ってくる巨大なピンボール。戦闘力は960、1020、1330。
アニメ『ドラゴンボール』にも同様の仕掛けが登場している。
合体ピラフマシン
ピラフマシン、シュウマシン、マイマシンが合体したロボット。戦闘力は2280。
発くつロボット改
ゲームオリジナルキャラクター。宝目当てでネムリア遺跡を荒らす盗賊自慢のロボット。修業に訪れた悟飯、ピッコロと戦う。戦闘力は1840。
TPP-EX
ゲームオリジナルキャラクター。鶴仙人が天津飯らを始末するために、桃白白の戦闘データを分析して開発したスーパーロボット。気弾などで攻撃すると吸収してしまう。戦闘力は2030。
ナッパ
声 - 飯塚昭三
サイヤ人の生き残りで、ベジータとともに地球に襲来する。計5回も闘い、その度に仲間たちが命を落とすことになる。戦闘力は4000。
気 カバッ!!、ジャマだ!!、クンッ!
ベジータ
声 - 堀川りょう
サイヤ人の王子で、ナッパと共に地球に襲来する。本作の最終ボス。全体的にステータスが高く、全能力上昇の「オレはベジータ様だ！」を使う。戦闘力は18000。
気 ギャリック砲
特 オレはベジータ様だ!
大猿ベジータ
ベジータが大猿に変身した姿。戦闘力は180000。
ブロリー
声 - 島田敏
伝説の超サイヤ人。特定の条件を満たし、パオズ山東側のワープポイントを調べると戦闘可能。その実力はベジータすら遙かに凌ぐ。「カカロットーッ!!!」で全能力を上昇させたりもする。戦闘力は999999。

### その他のキャラクター
モンゴメリー
ゲームオリジナルキャラクター。グレゴリーの故郷である、円生樹の森に住む妖精の最長老。
元気玉を習得することを許された者のみに与えられる証である元気の結晶を持っている。

## スタッフ
- 開発：モノリスソフト

  - エムズファクトリー
  - Vジャンプ編集部 / 集英社
  - 東映アニメーション
  - キャラメル・ママ
  - 藤下元気、TEPPEI ODAGIRI
  - アサツー ディ・ケイ
  - センティアン
  - レイアップ
- Produced by：バンダイナムコゲームス

## 関連書籍
- ドラゴンボール改 サイヤ人来襲 コンビネーションバイブル（Vジャンプブックス - バンダイナムコゲームス公式攻略本） - 集英社、2009年4月30日、ISBN 978-4-08-779503-5